# Eremophysa acharis
Eremophysa acharis är en fjärilsart som beskrevs av Rudolf Püngeler 1901. Eremophysa acharis ingår i släktet Eremophysa och familjen nattflyn. Inga underarter finns listade i Catalogue of Life.